# Pak Yeong-hyo
Pak Yeong-hyo (geboren 19. Juli 1861 in Suwon (Korea); gestorben 20. September 1939 in Seoul) war ein koreanischer Politiker und Abgeordneter im japanischen Reichstag.

## Leben und Wirken
Pak Yeong-hyo schloss sich, nachdem er bei Park Gyu-su (박 규수; 1807–1877) studiert hatte, als junger Mann der „Gaehwapa“ (開化派) an, einer Gruppe, die sich für „Aufklärung“, also für die Übernahme westlicher Ideen und für die Befreiung vom chinesischen Einfluss auf Korea einsetzte. Er war einer der Anführer des Gapsin-Putsches von 1884, der allerdings erfolglos verlief. Anschließend floh er in die USA und dann nach Japan.
Im 25. Regierungsjahr von König Gojong (1888) übermittelte Pak ihm eine Schrift, in dem er auf die schwierige Lage in Ostasien hinwies und sich für eine Modernisierung Koreas einsetzte.
Nach den Gabo-Reformen 1894, vollzogen auf Drängen Japans, kehrte Pak nach Korea zurück und wirkte bis Juli 1895 als Innenminister, bis er wegen Angriffen auf projapanische Politiker ausscheiden und abermals nach Japan fliehen musste.
1907, Pak war zurück in Korea, wurde er zum Minister für Palast-Angelegenheiten ernannt. Er wurde dann aber festgenommen und des Landes verwiesen, diesmal als Gegner der von japanischer Seite durchgesetzten Abdankung des Königs. Trotz dieser Umstände wurde er von Japan in den neu geschaffenen Adelsstand erhoben, der nach der Annexion durch Japan 1910 geschaffen worden war, und im Adelssystem des japanischen Kaiserreichs kōshaku, „Markgraf“.
1920 wurde Pak Gründungsherausgeber der bis heute erscheinenden Zeitung „Dong-a Ilbo“, die berühmt wurde für die Kritik an der japanischen Kolonialpolitik.
1932 wurde er als einer von wenigen koreanischen Adligen zum Mitglied des Herrenhauses ernannt.